# Lumbriconereis orbignyensis
Lumbriconereis orbignyensis är en ringmaskart som beskrevs av Grube 1878. Lumbriconereis orbignyensis ingår i släktet Lumbriconereis och familjen Lumbrineridae. Inga underarter finns listade i Catalogue of Life.